# Ed Hamm
Edward Barton Hamm (ur. 13 kwietnia 1906 w Lonoke, w stanie Arkansas, zm. 25 czerwca 1982 w Albany, w stanie Oregon) – amerykański lekkoatleta, skoczek w dal, mistrz olimpijski z Amsterdamu z 1928.

## Życiorys
Ed Hamm jako student Georgia Institute of Technology zdobył akademickie mistrzostwo Stanów Zjednoczonych (NCAA) w skoku w dal w 1927 i 1928. W 1928 został także mistrzem Stanów Zjednoczonych (AAU) w tej konkurencji ustanawiając jednocześnie rekord świata wynikiem 7,90 m.
Na igrzyskach olimpijskich w 1928 w Amsterdamie Hamm zdobył złoty medal skacząc na odległość 7,73 m, co było rekordem olimpijskim. Wyprzedził o 15 cm srebrnego medalistę Sylvio Catora z Haiti, który dziewięć dni później odebrał mu rekord świata rezultatem 7,93 m.
Hamm osiągnął najlepszy wynik na świecie w 1930 (7,77 m). W 1928 ukończył studia na Georgia Institute of Technology. Pracował przez jakiś czas jako trener lekkoatletyczny w szkole, a potem został zatrudniony na kierowniczym stanowisku przez The Coca-Cola Company.